# Tentatives d'assassinat d'Alexandre Ankvab
 (novembre 2020).
Alexandre Ankvab, qui était président de l'Abkhazie de 2011 à 2014, a survécu à six tentatives d'assassinat depuis qu'il est devenu Premier ministre en 2005.

## Février 2005
Deux semaines après avoir été nommé Premier ministre, la voiture d'Alexandre Ankvab est visée dans la soirée du 28 février 2005. La voiture aurait été touchée par 17 balles, mais Ankvab n'est pas blessé alors qu'il voyageait dans la voiture de son vice-premier ministre Leonid Lakerbaia (en). Aucun blessé n'est signalé. Le président nouvellement élu, Sergueï Bagapch, impute l'attaque aux "éléments criminels" opposés à la réforme "qui ne veulent pas vivre conformément à la loi". Le 1er mars, Ankvab ordonne au ministre de l'Intérieur Otar Khetsia (en) de sévir contre les gangs criminels, attribuant la tentative d'assassinat à des personnes mécontentes de sa décision d'augmenter les taxes sur l'exportation de ferraille.

## Avril 2005
Le 1er avril, la voiture d'Ankvab est de nouveau attaquée, près de Soukhoumi. Ni lui ni le vice-premier ministre Lakerbaia ne sont blessés, mais leur chauffeur l'est. Le lendemain, le ministère de l'Intérieur offre une récompense de 5000 dollars pour des informations qui conduiraient à la capture des auteurs. Le ministre de l'Intérieur, Otar Khetsia, déclare que "les mêmes forces" qui avaient été à l'origine de la tentative d'assassinat du 28 février étaient responsables. Le chef de l'enquête pénale Jamal Gogia annonce le 7 avril que son équipe envisageait trois contextes possibles pour les organisateurs de l'attaque: des hommes d'affaires corrompus mécontents d'un contrôle gouvernemental plus strict, des criminels mécontents de l'intensification annoncée dans la lutte contre la criminalité et un service spécial géorgien voulant déstabiliser l'Abkhazie.

## Juin 2007
Le 20 juin, une bombe télécommandée explose lors d'un orage près de Nouvel Athos. Le 27 juin, un groupe d'universitaires, d'écrivains et de journalistes publie une déclaration dans laquelle ils affirment que la bombe avait visé Alexander Ankvab et qu'il était immoral et dangereux de garder le silence à ce sujet.

## Juillet 2007
Le 9 juillet 2007, Ankvab et son chauffeur sont légèrement blessés lorsque l'arrière de leur véhicule est touché par un grenade de RPG près de Gudauta, sur la route de Soukhoumi,. Ankvab déclare qu'il avait subi une commotion cérébrale et plusieurs blessures par éclats d'obus dans le dos. Le président Bagapsh interrompt une visite à Moscou après l'attaque. Il blâme les personnes opposées aux réformes et à la lutte contre le crime organisé pour l'attaque et ajoute le 10 juillet que l'attaque était de nature politique et non un règlement de comptes entre criminels. Il avertit les dirigeants des forces de l'ordre qu'ils seraient licenciés si des résultats n'étaient pas obtenus dans les deux semaines, et déclare que l'attaque était le résultat logique de l'échec des agences à résoudre les tentatives d'assassinat précédentes.L'Assemblée du peuple d'Abkhazie appelle le gouvernement à enquêter en temps opportun sur l'attaque et accuse "les forces destructrices actives tant à l'intérieur qu'à l'extérieur de l'Abkhazie" d'essayer de déstabiliser la situation en Abkhazie. Le ministère de l'Intérieur promet une récompense de 500 000 roubles pour des informations conduisant à la capture des assaillants. Le député géorgien Konstantine Gabashvili (en) accuse les services spéciaux russes de tenter de se débarrasser d'Ankvab, prétendument parce qu'il avait suggéré de réexaminer toutes les transactions immobilières illégales en Abkhazie, y compris celles impliquant des sociétés russes.
Le 16 juillet, Ankvab nie avoir accordé une interview au journal basé à Tbilissi Svobodnaya Gruzya, dans lequel il aurait accusé le ministère géorgien de l'intérieur d'être impliqué dans les tentatives d'assassinat, et condamne la publication comme étant contraire à l'éthique.
Le 2 août, le président Bagapsh annonce que l’enquête avait considérablement progressé, mais avertit que celle-ci devait être menée avec soin et scrupule et que tout devait être prouvé avec une certitude à "150%".

## Septembre 2010
Alexander Ankvab est élu vice-président en décembre 2009 avec le président Bagapsh.
Le 23 septembre 2010, à 2h15 heure locale, une grenade est tirée sur la maison d'Ankvab à Goudaouta avec un lanceur RPG-26. Ankvab est victime de blessures non mortelles au bras et à la jambe. Selon le procureur général adjoint Beslan Kvitsinia, l'attaque était liée au travail d'Ankvab au gouvernement.

## Août 2011
Le 29 mai 2011, le président Bagapsh décède, et Ankvab remporte l'élection présidentielle qui suit.
Selon les procureurs, une attaque était prévue contre Ankvab lors de la réunion du 17 août 2011 avec des électeurs à Alakhadzykh, dans le district de Gagra.

## Novembre 2011
Selon les procureurs, une attaque a été organisée contre Ankvab en novembre 2011, dans le village de Primorskoe du district de Gudauta , sur la route d'Aatse. L'attaque a été avortée car les auteurs n'avaient pas suffisamment confiance en leurs voies de fuite.

## Janvier 2012
Selon les procureurs, les mêmes personnes ont ensuite tenté de tuer Ankvab en janvier 2012 en laissant exploser une bombe dans le village de Kulanyrkhua du district de Gudauta, mais la bombe n'a pas explosé comme prévu.

## Février 2012
Le 22 février 2012, Ankvab survit à une attaque à la mine et à l'arme à feu contre son convoi à Kulanyrkhua, sur la route de Gudauta à Soukhoumi, qui tue deux de ses gardes du corps.

## Arrestations et mises en accusation

### Premières arrestations et suicides d'Almasbei Kchach et de Timur Khutaba
Le 12 avril, six suspects sont arrêtés pour la tentative d'assassinat de février, dont le célèbre homme d'affaires Anzor Butba. Deux sont apidement libérés tandis que les quatre autres (Alkhas et Timur Khutaba, Ramzi Khashig et Butba) sont traduits devant le tribunal le 14 avril et placés deux mois en détention provisoire. Le 17 avril, la police tente d'arrêter l'ancien ministre de l'Intérieur et candidat à la vice-présidence Almasbei Kchach (en) à son domicile de Gagra, mais le trouvé mort à la suite de son suicide apparent par arme à feu,. Le même jour, la police arrête également Murtaz Sakania dans le village de Khypsta, dans le district de Gudauta. Khypsta tente de se trancher la gorge mais ne subit aucune blessure mortelle. Dans la nuit du 17 au 18 avril, l'un des premiers suspects placés en détention provisoire, Timur Khutaba, se pend dans sa cellule,.
Le 20 avril, le tribunal de Soukhoumi ordonne la détention provisoire de Murtaz Sakania et la chambre d’appel de la Cour suprême confirme la détention provisoire d’Anzor Butba. Les avocats d'Alkhas Khutaba et de Ramzi Khasig avaient retiré leurs recours la veille,.
Le 24 avril, une prétendue note de suicide d'Almasbei Kchach est publiée en ligne, provoquant des discussions animées sur les réseaux sociaux et les blogs. Le message avait été écrit sur une serviette et contenait des erreurs grammaticales et typographiques. Un passage crucial est difficile à lire et les opinions sont partagées sur la question de savoir si la note implique la culpabilité de Kchach. Selon des enquêtes non officielles du journaliste Vitali Sharia, la note, contenue dans une poche de manteau, n'avait pas été retrouvée lors de la perquisition officielle des propriétés de Kchach, mais plus tard par des membres de sa famille. Le 2 mai, la famille de Kchach publie une lettre ouverte dans l'hebdomadaire Novyy Den, dans laquelle elle proteste pour l'innocence de Kchach, déclarant entre autres qu'il avait demandé une cérémonie traditionnelle de serment dans laquelle il devait jurer son innocence. La famille de Kchach dénonce également la perquisition de son appartement et le retrait de son corps et de ses biens en l'absence de tout membre de la famille.

### Arrestations à Duripsh
Le 19 avril, le bureau du procureur général inculpe par contumace Edlar Chitanava, un habitant de Duripsh, qu'ils soupçonnent d'être impliqué dans les tentatives d'assassinat de juillet 2007 et de février 2012. Le 20 avril, le parquet déclare Rushbey Bartsits recherché, il est également originaire de Duripsh, et est copropriétaire d'une usine de ferraille fondée par Anzor Butba. Le 28 avril, Edlar Chitanava est arrêté. Le 4 mai, la police arrête le frère d'Edlar, Edgar Chitanava, dans les bois du village de Duripsh, dans le district de Gudauta. Ils trouvent en sa possession un pistolet TT, des munitions et un sac de couchage. Le 8 mai, le bureau du procureur général publie un communiqué de presse indiquant que le 5 mai, la police a arrêté Tamaz Bartsits, qu'ils soupçonnent d'avoir organisé la tentative d'assassinat de juillet 2007. Le 7 mai, le tribunal de Soukhoumi accorde sa détention provisoire jusqu'au 10 mai. Le bureau du procureur déclare également rechercher Astamur Khutaba, originaire de Blabyrkhua, dans le district de Gudauta. Le 10 mai, il est rendu public que Rustan Gitsba, cousin des frères Chitanava, avait également été arrêté dans la nuit du 4 au 5 mai à Duripsh dans le cadre d'une opération conjointe des services de sécurité de Russie et d'Abkhazie. Au cours de l'arrestation de Rustan, l'enquête révèle une très grande réserve d'armes, notamment des lance-grenades, des canons antiaériens, des explosifs et un lance-flammes. Rustan Gitsba est un frère de l'imam Hamzat Gitsba, qui a combattu sous Chamil Bassaïev pendant la guerre de 1992-1993 avec la Géorgie, a participé au détournement en janvier 1996 du MV Avrasya (en) et qui a été assassiné à Gudauta en août 2007,.

### Accusations
Le 15 mai, Akhas Khutaba, Ramzi Khashig et Anzor Butba sont officiellement inculpés de tentative d'assassinat du chef de l'État, de tentative d'assassinat d'agents des forces de l'ordre et d'appartenance à une organisation criminelle. Le parquet rend également public que le 14 mai, il avait placé Pavel Ardzinba (en) sur une liste internationale de personnes recherchées parce qu'il le soupçonne d'avoir organisé les tentatives d'assassinat de février 2012 (avec Kchach) et de juillet 2007 contre Alexander Ankvab. Le 15 mai, le tribunal ordonne la mise en détention provisoire d'Ardzinba par contumace. Sur la base des témoignages de certains des suspects arrêtés, le parquet inculpe également Pavel Ardzinba pour deux tentatives d'assassinat contre le maire de Pitsounda Beslan Ardzinba (en) en septembre 2007 et juin 2009.
Le 22 mai, la police découvre six autres caches d'armes dans les villages de Duripsh et Jirkhva, dans le district de Gudauta, sur la base du témoignage de Rustan Gitsba.
Le 12 juin, le tribunal de la ville de Soukhoumi accorde une prolongation de six mois de la détention provisoire d'Anzor Butba, d'Alkhas Khutaba, de Ramzi Khashig et de Murtaz Sakania. Dans le cadre de cette affaire, la police rouvre des enquêtes sur le sabotage des voies ferrées à Soukhoumi le 9 août 2009, la tentative d'assassinat du religieux musulman Salikh Kvaratskhelia (en) le 10 juillet 2010 et l'assassinat de R.Tsotsoria le 5 juillet 2011.

### Complot terroriste présumé de Sotchi 2014
Le Conseil national russe de lutte contre le terrorisme déclare que Rustan Gitsba et les frères Chitanava avaient formé une branche de l'émirat du Caucase appelée "Jamaat d'Abkhazie", et que Gitsba en était le chef. Il affirme en outre que le groupe avait l'intention de cibler les Jeux olympiques d'hiver de 2014 à Sotchi, que l'enquête avait été motivée par la découverte de caches d'armes vides dans la banlieue de Sotchi à Plastunka et que le groupe avait prévu de déplacer la réserve d'armes plus tard en 2012. Un membre anonyme du Conseil de sécurité d'Abkhazie déclare au journal Kommersant qu'il est trop tôt pour dire si le groupe voulait vraiment attaquer les Jeux olympiques d'hiver, bien que cela soit à l'étude. Le Conseil de sécurité affirme avoir établi un lien entre le groupe et Almasbei Kchach. Le 12 mai, le secrétaire du Conseil de sécurité, Stanislav Lakoba (en), déclare que la tentative d'assassinat de février 2012 avait été organisée pour faciliter un coup d'État. Selon Lakoba, un certain nombre d'armes de la réserve avaient auparavant été introduites en contrebande à Sotchi. En avril, trois Abkhazes sont condamnés à des peines de prison pour contrebande d'armes par le tribunal de district d'Adler. Le Conseil national russe de lutte contre le terrorisme affirme en outre que l'opération du groupe avait été directement coordonnée par le chef de l'émirat du Caucase, Dokou Oumarov, en étroite coopération avec le service de sécurité géorgien. Il lie également le groupe à l'arrestation en février 2012 (et à la condamnation ultérieure) d'un passeur qui avait fait acheminé en contrebande 300 détonateurs de Géorgie,. L'implication présumée de la Géorgie est qualifiée de "totalement absurde" par le vice-ministre géorgien des Affaires étrangères Sergi Kapanadze (en) le 10 mai.

### Finalisation des actes d'accusation
Le 5 juillet 2013, le bureau du procureur finalise ses charges. Il affirme que l'attaque de février 2012 avait été organisée par Anzor Butba et Almasbei Kchach à la demande de Pavel Ardzinba, que ce dernier avait offert plus de 7 millions de roubles en récompense et que les accusés avaient auparavant tenté de mener leur attaque en novembre 2011 et janvier 2012. Le Bureau allègue également que l'attaque de juillet 2007 avait été menée par Edgar et Edlar Chitanava et qu'Edgar Chitanava était à l'origine de la tentative d'attaque d'août 2011 contre Ankvab et de l'attaque de juin 2009 contre Beslan Ardzinba, agissant dans les deux cas sur ordres de Pavel Ardzinba. Edlar Chitanava esr accusé d'avoir organisé l'attaque de septembre 2007 contre Beslan Ardzinba. De plus, Edgar Chitanava et Rustan Gitsba sont accusés d'avoir posé une bombe sur des voies ferrées près de Soukhoumi en juin 2009, à la demande de l'émirat du Caucase.
Le 22 mars 2016, le parquet annonce les peines qu'il réclamait. Il demande des peines à perpétuité pour Alkhas et Astamur Khutaba et pour Ramzi Khashig, 20 ans d'emprisonnement dans une colonie pénitentiaire pour Anzor Butba et Edgar et Edlar Chitanava, 16 ans pour Rustan Gitsba, 11 ans pour Tamaz Bartsits et 8 ans pour Murtaz Sakania. 20 ans est la peine maximale que Butba peut recevoir car il a plus de 65 ans, faute de quoi le bureau du procureur aurait également demandé une peine à perpétuité pour lui.